# Fluor Corporation
Fluor Corporation ist ein international tätiges Ingenieur- und Bauunternehmen aus den Vereinigten Staaten mit Sitz in Irving, Texas. Das Unternehmen ist im S&P 500 gelistet. Im Unternehmen werden mehr als 55.000 Mitarbeiter weltweit beschäftigt und Standorte des Unternehmens befinden sich in mehr als 25 Ländern.
Fluor ist eine Holdinggesellschaft, die Anlagen in den Bereichen Mineralöl, Erdgas, Chemie, Biotechnologie, Mikroelektronik, Bergbau, nukleare Dekommissionierung, elektrische Energie, Telekommunikation und Transportwesen baut. Über ihre Tochtergesellschaften bietet das Unternehmen auch weitere Dienstleistungen in den Bereichen Öl und Gas, Industrie und Infrastruktur, Regierungswesen und Energie an.
Fluor ist das größte börsennotierte Ingenieur- und Bauunternehmen in der Fortune-500-Rangliste und wird auf Platz 259 geführt.

## Unternehmensgeschichte

### Gründung und frühe Geschichte

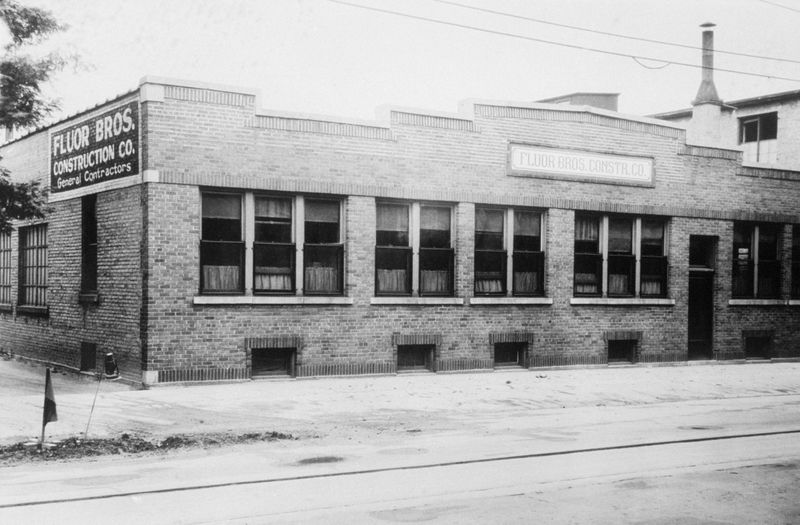
Hauptsitz der Fluor Bros Construction in den frühen 1900er Jahren

Das Unternehmen wurde 1890 in Oshkosh (Wisconsin) von John Simon Fluor und seinen beiden Brüdern unter dem Namen Rudolph Fluor & Brothers als Säge- und Papierfabrik gegründet. John Fluor fungierte als Präsident des Unternehmens und steuerte 100 Dollar an persönlichen Ersparnissen bei, um dem Unternehmen den Start zu erleichtern.
1903 wechselte der Unternehmensname zu Fluor Brothers Construction Company.
Im Jahr 1912 zog John Fluor aus gesundheitlichen Gründen ohne seine Brüder nach Santa Ana, Kalifornien, und gründete in seiner Garage die Fluor Corporation unter dem Namen Fluor Construction Company. In den 1920er Jahren erwarb man Erfahrungen im Erdöl- und Erdgasmarkt und wurde in den Folgejahren zu einem großen Anbieter im Bau von Erdölraffinerien. Bis 1924 hatte das Unternehmen einen Jahresumsatz von 100.000 Dollar und beschäftigte 100 Mitarbeiter. John Fluor übertrug die meisten Aufgaben des Unternehmens an seine Söhne Peter und Simon Fluor. In jenem Jahr wurde eine Kapitalinvestition von 100.000 Dollar in das Unternehmen getätigt. Johns ältester Sohn Peter fungierte als Verkaufsleiter und steigerte den Umsatz des Unternehmens bis 1929 auf 1,5 Millionen Dollar. Im Jahr 1929 wurde das Unternehmen als Fluor Corporation neu gegründet.
In den 1930er Jahren hatte Fluor Niederlassungen in Europa, dem Nahen Osten und Australien. Während der Weltwirtschaftskrise ging das Geschäft rapide zurück, nahm aber während des Zweiten Weltkriegs wieder zu. Während des Krieges stellte Fluor synthetischen Kautschuk her und war für einen wesentlichen Teil der Produktion von hochoktanigem Benzin in den Vereinigten Staaten verantwortlich. Im Jahr 1948 wurde in Houston eine Gas-Benzin-Abteilung von Fluor gegründet.
In den 1940er Jahren baute das Unternehmen Raffinerien in Kanada, Venezuela und Saudi-Arabien. Nach dem Zweiten Weltkrieg begann man mit dem Bau von Kernkraftwerken und baute für die US Air Force am Dhahran einen Luftwaffenstützpunkt.
Der Hauptsitz von Fluor wurde 1940 nach Alhambra, einem inneren Vorort von Los Angeles, verlegt, um näher an den Öl- und Gaskunden zu sein, bevor er in den 1960er Jahren aufgrund von Bedenken hinsichtlich der Lebenshaltungskosten und des Verkehrs erneut nach Orange County, Kalifornien, umzog. John Simon Fluor starb im Jahr 1944. Sein Nachfolger war sein Sohn Peter Fluor, der drei Jahre später starb. Auf Peter folgten Shirley Meserve (1947) und Donald Darnell (1949), dann John Simon „Si“ Fluor Jr. im Jahr 1952 und J. Robert (Bob) Fluor im Jahr 1962. In den 1950er Jahren wurde Fluor an der New Yorker Börse notiert. Im Jahr 1961 erwarb Fluor eine Beteiligung an der Bau-, Planungs- und Vertragsfirma William J. Moran.

### Diversifizierung und Umstrukturierung
In den 1960er Jahren baute die Fluor Corporation Erdölraffinerien in Südkorea und spezialisierte sich im Offshore-Bereich. Im folgenden Jahrzehnt wurde das Unternehmen Daniel International Corporation erworben und wechselte den Unternehmensnamen zu Fluor Daniel. In den 1990er Jahren wurden die Unternehmen ADP und Marshall Contractors erworben.
Im Dezember 2015 gab Fluor bekannt, den niederländischen Anlagenbauer Stork für 695 Mio. Euro von Arle Capital Partners zu übernehmen.